# Eremotylus aridus
Eremotylus aridus là một loài tò vò trong họ Ichneumonidae.